# Ministrowie środowiska, społeczności i samorządu lokalnego Irlandii

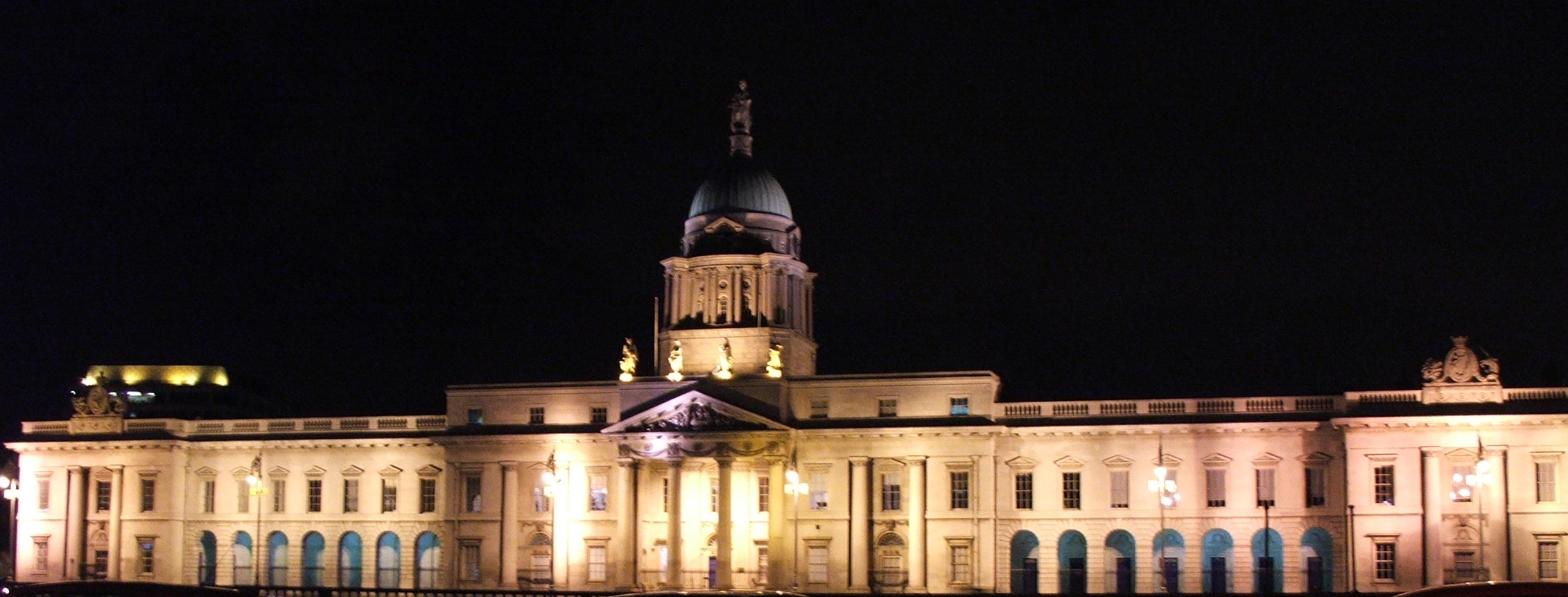
The Custom House w Dublinie, siedziba ministerstwa

Minister środowiska, społeczności i samorządu lokalnego (ang. Minister for the Environment, Community and Local Government, irl. Aire Comhshaoil, Pobail agus Rialtais Áitiúil), jeden z ministrów rządu Irlandii, stoi na czele Departamentu środowiska, społeczności i samorządu lokalnego (ang. Department of the Environment, Community and Local Government, irl. An Roinn Comhshaoil, Pobail agus Rialtais Áitiúil).

## Zakres działania
Do kompetencji ministerstwa należą sprawy:
- środowiska
- zmian pogodowych i klimatycznych
- zagrożeń radioaktywnych
- nadzór nad lokalnymi samorządami
- nadzór nad wyborami

## Ministrowie samorządu lokalnego 1919–1927
| Minister                | Czas urzędowania                        |
| ----------------------- | --------------------------------------- |
| William Thomas Cosgrave | 2 kwietnia 1919 – 9 września 1922       |
| Ernest Blythe           | 30 sierpnia 1922 – 15 października 1923 |
| Séamus Burke            | 15 października 1923 – 23 czerwca 1927  |

## Ministrowie samorządu lokalnego i zdrowia publicznego 1927–1947
| Minister               | Czas urzędowania                     |
| ---------------------- | ------------------------------------ |
| Richard Mulcahy        | 23 czerwca 1927 – 9 marca 1932       |
| Seán T. O’Kelly        | 9 marca 1932 – 8 września 1939       |
| P.J. Ruttledge         | 8 września 1939 – 14 sierpnia 1941   |
| Éamon de Valera (p.o.) | 15 sierpnia 1941 – 18 sierpnia 1941  |
| Seán MacEntee          | 18 sierpnia 1941 – 122 stycznia 1947 |

## Ministrowie samorządu lokalnego 1947–1977
| Minister              | Czas urzędowania                      |
| --------------------- | ------------------------------------- |
| Seán MacEntee         | 22 stycznia 1947 – 18 lutego 1948     |
| Timothy J. Murphy     | 18 lutego 1948 – 29 kwietnia 1949     |
| William Norton (p.o.) | 3 maja 1949 – 11 maja 1949            |
| Michael Keyes         | 11 maja 1949 – 13 czerwca 1951        |
| Paddy Smith           | 13 czerwca 1951 – 2 czerwca 1954      |
| Patrick O’Donnell     | 2 czerwca 1954 – 20 marca 1957        |
| Paddy Smith           | 20 marca 1957 – 27 listopada 1957     |
| Neil Blaney           | 27 listopada 1957 – 10 listopada 1966 |
| Kevin Boland          | 10 listopada 1966 – 7 maja 1970       |
| Bobby Molloy          | 9 maja 1970 – 14 marca 1973           |
| James Tully           | 14 marca 1973 – 5 lipca 1977          |
| Sylvester Barrett     | 5 lipca 1977 – 16 sierpnia 1977       |

## Ministrowie środowiska 1977–1997
| Minister              | Czas urzędowania                       |
| --------------------- | -------------------------------------- |
| Sylvester Barrett     | 5 lipca 1977 – 15 października 1980    |
| Ray Burke             | 15 października 1980 – 30 czerwca 1981 |
| Peter Barry           | 30 czerwca 1981 – 9 marca 1982         |
| Ray Burke             | 9 marca 1982 – 14 grudnia 1982         |
| Dick Spring           | 14 grudnia 1982 – 13 grudnia 1983      |
| Liam Kavanagh         | 13 grudnia 1983 – 14 lutego 1986       |
| John Boland           | 14 lutego 1986 – 10 marca 1987         |
| Padraig Flynn         | 10 marca 1987 – 8 listopada 1991       |
| John P. Wilson (p.o.) | 8 listopada 1991 – 14 listopada 1991   |
| Rory O’Hanlon         | 14 listopada 1991 – 14 lutego 1992     |
| Michael Smith         | 14 lutego 1992 – 14 grudnia 1994       |
| Brendan Howlin        | 14 grudnia 1994 – 26 czerwca 1997      |
| Noel Dempsey          | 26 czerwca 1997 – 22 lipca 1997        |

## Ministrowie środowiska i samorządu lokalnego 1997–2002
| Minister     | Czas urzędowania               |
| ------------ | ------------------------------ |
| Noel Dempsey | 22 lipca 1997 – 6 czerwca 2002 |

## Ministrowie środowiska, ziemi i samorządu lokalnego 2002–2011
| Minister      | Czas urzędowania                   |
| ------------- | ---------------------------------- |
| Martin Cullen | 6 czerwca 2002 – 29 września 2004  |
| Dick Roche    | 29 września 2004 – 14 czerwca 2007 |
| John Gormley  | 14 czerwca 2007 – 23 stycznia 2011 |
| Éamon Ó Cuív  | 23 stycznia 2011 – 9 marca 2011    |

## Ministrowie środowiska, społeczności i samorządu lokalnego 2011–dzisiaj
| Minister   | Czas urzędowania       |
| ---------- | ---------------------- |
| Phil Hogan | 9 marca 2011 – dzisiaj |